# 에머슨 보이스
에머슨 올랜도 보이스(Emmerson Orlando Boyce, 1979년 9월 24일 ~ )는 바베이도스의 전 축구 선수이자 현 축구 지도자로 현역 시절 수비수로서 주로 라이트백과 센터백을 담당했으며 현재 위건 애슬레틱 위민의 사령탑으로 재직 중이다.

## 선수 경력

### 클럽
1979년 9월 24일 영국 에일즈베리에서 태어나 16세의 나이에 당시 풋볼 리그 2부 소속팀인 루턴 타운과 입단 계약을 체결한 뒤 2003-04 시즌까지 공식전 212경기 9골을 기록했다.
그 뒤 2004-05 시즌을 앞두고 FA 자격으로 크리스털 팰리스의 유니폼으로 갈아입으며 데뷔 첫 프리미어리그를 경험했으나 팀은 2004-05 시즌 리그 18위에 그치며 차기 시즌 EFL 챔피언십으로 강등되는 수모를 당했으며 2005-06 시즌까지 공식전 77경기 2골을 기록하며 2005-06 시즌 EFL 챔피언십 플레이오프 4강 진출에 일조했다.
그리고 2006-07 시즌을 앞두고 약 14억원의 이적료를 받고 위건 애슬레틱으로 이적하며 프리미어리그에 재입성한 이후 9시즌동안 공식전 298경기 13골을 기록했고 특히 강호 맨체스터 시티와의 2012-13 시즌 잉글랜드 FA컵 결승전에서 주장을 맡아 팀의 창단 첫 FA컵 우승을 맛보았다.
그 뒤 2015-16 시즌을 앞두고 EFL 리그 원의 블랙풀 FC로 이적한 이후 2015-16 시즌 26경기를 소화했으며 은퇴 후 같은 해 위건 애슬레틱 아카데미팀의 코치로 활동하다가 2020년 8월 마크 헤이스 단장의 설득으로 애슈턴 타운의 유니폼으로 갈아입으며 4년만에 복귀하여 1경기만 소화한 뒤 현역에서 완전히 물러났다.

### 국가대표팀
영국 출생임에도 부모의 조국인 바베이도스를 선택한 이후 2008년 3월 26일 홈에서 열린 도미니카 연방과의 2010년 FIFA 월드컵 북중미카리브 지역 1차 예선 2차전에서 국제 A매치 데뷔전을 치러 팀의 1-0 승리와 함께 2차 예선 진출에 일조했다.
이후 보네르와의 2014년 카리브컵 예선 1라운드 3조 최종전 경기에서 A매치 데뷔골을 신고하며 팀의 2라운드 진출에 이바지했으나 2라운드 8조에서 1승 2패·조 최하위로 카리브컵 본선 진출에 실패했다.
그리고 2015년 6월 10일 아루바와의 2018년 FIFA 월드컵 북중미카리브 지역 2차 예선 1차전에서 멀티골을 터뜨리며 팀의 2-0 승리에 기여했지만 2차전 홈 경기에서 팀이 부적격 선수를 출전시킨 사실이 발각됨에 따라 0-3으로 몰수패를 당하면서 3차 예선 진출이 좌절되었다.